# Beim Leben meiner Schwester (Film)
Beim Leben meiner Schwester (Originaltitel: My Sister’s Keeper) ist ein US-amerikanisches Filmdrama aus dem Jahr 2009. Regie führte Nick Cassavetes, die Hauptrollen wurden von Abigail Breslin, Sofia Vassilieva und Cameron Diaz gespielt. Der Spielfilm basiert auf dem gleichnamigen Roman von Jodi Picoult.

## Handlung
Sara und Brian Fitzgerald und ihre zwei Kinder Kate und Jesse leben ein unbeschwertes Leben, bis eine Ärztin eines Tages Leukämie bei Kate feststellt. Als weder Sohn Jesse noch die beiden Eltern sich als passender Organspender für das Kind erweisen, treffen die Eltern die schwierige Entscheidung, eine weitere Tochter zu bekommen, die genetisch perfekt auf die Bedürfnisse ihrer großen Schwester angepasst sein soll. Retortentochter Anna wird nun speziell als Rettungsschwester für Kate kreiert, damit diese am Leben bleiben kann.
Auch wenn Kate die Ältere ist, hängt ihr Leben von nun an völlig von Anna ab. Immer wieder werden der Jüngeren Stammzellen und Knochenmark entnommen und die beiden Schwestern müssen sich langwierigen Krankenhausaufenthalten unterziehen. Die Eltern widmen ihre volle Aufmerksamkeit ihrer kranken Tochter, wodurch die beiden anderen Geschwister wenig Beachtung bekommen. So fällt beispielsweise erst spät auf, dass Jesse Legastheniker ist.
Sara gibt für die Pflege ihres Kindes ihren Job und nach und nach ihre ganze Persönlichkeit auf.
Als Jugendliche lernt Kate den ebenfalls krebskranken Taylor kennen und verliebt sich in ihn. Taylor stirbt jedoch kurz nach einer gemeinsam verbrachten Ballnacht.
Als schließlich Kates Nieren versagen, kommt Anna als einzige Spenderin infrage, doch die mittlerweile 11-Jährige trifft eine folgenschwere Entscheidung: Obwohl sie ein sehr enges Verhältnis zu ihrer Schwester hat, weigert sie sich nun, eine Niere zur Verfügung zu stellen. Als Begründung gibt sie an, dass sie von nun an selbst über ihren Körper bestimmen wolle. Sie klagt mit dem Anwalt Campbell Alexander ihre eigenen Eltern an, obwohl sie ihn nicht bezahlen kann. Zuerst glaubt Annas Mutter, dass der sehr bekannte Anwalt den Fall übernommen hat, weil er auf Publicity aus ist, aber es stellt sich heraus, dass Campbell an Epilepsie leidet und sich deshalb für Anna einsetzt.
Die beiden Elternteile ergreifen nun unterschiedlich Partei. Brian beginnt darüber nachzudenken, ob er und seine Frau ethisch korrekt gehandelt haben, während Sara stur daran festhält, ihre Tochter Kate retten zu wollen. Vor Gericht offenbart Jesse, dass die Abwendung der Nierenoperation Kates eigener Wunsch ist, die nach etlichen Therapien nun aufgegeben hat und in Ruhe sterben möchte. Sie hat bereits einen Selbstmordversuch hinter sich, den Anna vereitelt und ihren Eltern verschwiegen hat. Annas Verlangen nach Selbstbestimmung war nur ein vorgeschobenes Motiv.
Erschüttert nehmen die Eltern Kates Entscheidung an. Sie versammeln sich an ihrem Krankenbett, um Abschied zu nehmen. Schließlich schickt Kate alle bis auf ihre Mutter aus dem Zimmer, wo sie ihr ein selbstgemachtes Buch zeigt, das ihr ganzes Leben an der Seite ihrer Mutter beinhaltet. Sara ist gerührt. Kate stirbt in der folgenden Nacht.
Trotz großer Trauer schafft es die Familie, weiterzuleben und Kate in guter Erinnerung zu bewahren. Sara nimmt ihr eigenes Leben wieder auf und Jesse kann seine Wut über seine Eltern überwinden und bekommt trotz seiner Leseschwäche ein Stipendium für eine Kunsthochschule, da sich herausgestellt hat, dass er hervorragend malen kann. Jedes Jahr an Kates Geburtstag nehmen sich alle Familienmitglieder frei und fahren gemeinsam nach Montana zu Kates Lieblingsplatz.

## Hintergrund
Der Film wurde in Los Angeles gedreht. Die Dreharbeiten wurden im März 2008 durchgeführt. Das Budget wird auf 30 Millionen US-Dollar geschätzt. Am 26. Juni 2009 lief der Film in den USA, dem Vereinigten Königreich, Kanada, Irland und Mexiko an. In der Schweiz war er am 7. August 2009 beim Locarno International Film Festival zu sehen. In Deutschland, Österreich und der Schweiz lief der Film am 27. August 2009 in den Kinos an. Am Eröffnungswochenende wurden in den USA mehr als 14,4 Millionen US-Dollar eingenommen. Insgesamt wurden in den USA knapp 49,2 Millionen US-Dollar eingespielt.
Ursprünglich waren Elle und Dakota Fanning für die Rollen von Anna und Kate Fitzgerald vorgesehen. Allerdings lehnte Dakota Fanning es ab, für die Rolle ihr Haar abzurasieren. Sofia Vassilieva rasierte sich für den Film ihren Kopf sowie die Augenbrauen, was sie damit kommentierte, dass dies das Mindeste sei, was sie unternehmen könne, um den Schmerz ihrer Rolle begreifen zu können. Damit sie bei den Dreharbeiten zu der parallel entstandenen Staffel von Medium – Nichts bleibt verborgen weiterhin vor der Kamera stehen konnte, wurde aus ihren Haaren eine Echthaarperücke gefertigt.

## Soundtrack
Am 26. Juni 2009 wurde der Soundtrack von Colosseum Music Entertainment mit 18 Musiktiteln veröffentlicht.
| Nr. | Titel                        |
| --- | ---------------------------- |
| 1.  | End title                    |
| 2.  | Opening                      |
| 3.  | Thoughts                     |
| 4.  | Taylor & Anna                |
| 5.  | Visiting relatives           |
| 6.  | Bloody nose                  |
| 7.  | Young Kate                   |
| 8.  | Anna on the floor            |
| 9.  | Looking at the journal       |
| 10. | Sorry about Kate             |
| 11. | Prom night                   |
| 12. | Taylor & Anna talking in bed |
| 13. | Taylor dies                  |
| 14. | The beach                    |
| 15. | Narration                    |
| 16. | The courtroom                |
| 17. | Will you wait for me?        |
| 18. | The last goodbye             |

## Synchronisation
Die deutsche Synchronbearbeitung entstand bei der R.C. Production Rasema Cibic in Berlin.
| Darsteller        | Deutscher Sprecher         | Rolle                        |
| ----------------- | -------------------------- | ---------------------------- |
| Abigail Breslin   | Marie Christin Morgenstern | Andromeda „Anna“ Fitzgerald  |
| Cameron Diaz      | Katrin Fröhlich            | Sara Fitzgerald              |
| Jason Patric      | Marcus Off                 | Brian Fitzgerald             |
| Alec Baldwin      | K. Dieter Klebsch          | Campbell Alexander           |
| Joan Cusack       | Ulrike Möckel              | Richterin De Salvo           |
| Sofia Vassilieva  | Luisa Wietzorek            | Kate Fitzgerald              |
| Andrew Shack      | Oliver Siebeck             | Anwalt des vorherigen Falles |
| Emily Deschanel   | Ranja Bonalana             | Dr. Farquad                  |
| David Thornton    | Till Hagen                 | Dr. Henry Chance             |
| Jeffrey Markle    | Uli Krohm                  | Dr. Mark T. Wayne            |
| Chris Kinkade     | Peter Reinhardt            | Dr. Nguyen                   |
| Mark Johnson      | Stefan Staudinger          | Onkel Pervis                 |
| Matthew Barry     | Markus Pfeiffer            | Onkel Tommy                  |
| Annie Wood        | Cathlen Gawlich            | Onkel Tommys Frau            |
| Heather Wahlquist | Victoria Sturm             | Tante Kelly                  |
| Thomas Dekker     | Ricardo Richter            | Taylor Ambrose               |

## Unterschiede zur Romanvorlage
Vor allem das Filmende unterscheidet sich stark vom Ende des Romans. Dort kommt Anna nach der gewonnenen Gerichtsverhandlung bei einem Verkehrsunfall ums Leben, und ihr Anwalt entscheidet, dass Kate die benötigten Organe zur Transplantation erhält. Im Film wird mit Kates Entscheidung zu sterben die Situation noch einmal anders beleuchtet.
Die Frage wird aufgeworfen, ob man einen Menschen sterben lassen darf, obwohl Hilfe nicht fern ist, jedoch ebenso, inwieweit man einen Menschen als „Ersatzteillager“ nutzen darf.

## Kritiken
„Die Bilder sind ein wenig zu sonnendurchflutet und die Songs zu emotional, als dass die Düsternis des Todes spürbar wäre; dass der Fall ausgerechnet bei der Richterin (Joan Cusack) landet, die gerade eine Tochter verloren hat, ist zu viel des Zufalls; und dass in der Chemo zwar Haare und Augenbrauen, nicht aber die schönen Wimpern ausgehen, wirkt ebenfalls unauthentisch. Umso erstaunlicher, dass Nick Cassavetes’ Rezept am Ende trotz falscher Töne aufgeht. Denn dagegen, dass auch im Publikum Tränen kullern, kann man sich in dieser geballten Gefühlsattacke kaum wehren.“

„Weil er nicht vor den Konsequenzen seines Stoffs zurückschreckt. Was, wenn Kate (Sofia Vassilieva) entscheidet, das war es jetzt? Wer den zu frühen Tod eines Angehörigen erlebt hat, kann die Wucht ermessen, die der Film in diesem Moment bekommt. Und wo Gefahr besteht, dass er in Sentimentalitäten abzurutschen droht, sorgt Abigail Breslin dafür, dass alles geerdet bleibt. Die 13-Jährige hatte schon in Little Miss Sunshine als untalentierte Miss-Kandidatin eine umwerfende Performance hingelegt. Ihr kann man alles anvertrauen. Auch das Leben der Schwester.“

„Ein tränenreicher Kinoknaller, der viele ethische Konflikte behandelt. So zum Beispiel ob man einen Menschen sterben lassen kann, wenn man doch die Chance hätte ihn zu retten. Was zu der Frage führt, ob ein Mensch als Ersatzteillager dienen darf. Doch diese Konflikte werden nur am Rande angeschnitten. Sonst würde der Film wohl für manchen Zuschauer zu schwere Kost sein.“

„Ein in eine klassische Hollywood-Dramaturgie verpacktes, prominent besetztes Drama um einen zersetzenden familiären Konflikt, in dem die Standpunkte beider Parteien ähnlich nachvollziehbar gezeichnet werden. Die als Videobilder integrierte Erinnerungen an die gemeinsame Kindheit weichen zunehmend schonungslosen Bildern der Krankenhaus-Leidensgeschichte, während zugleich den Schattenseiten moderner medizinischer Errungenschaften nachgespürt wird.“

## Auszeichnungen
Cameron Diaz wurde 2009 bei den ALMA Awards und den Teen Choice Awards nominiert.
Der Film wurde 2009 bei den Teen Choice Awards ausgezeichnet.
Brennan Bailey wurde 2010 bei den Young Artist Awards nominiert, bei denen Sofia Vassilieva und Abigail Breslin ausgezeichnet wurden.
Die Deutsche Film- und Medienbewertung FBW in Wiesbaden verlieh dem Film das Prädikat besonders wertvoll.